# 刺叶彩花
刺叶彩花（学名：Acantholimon alatavicum）为白花丹科彩花属下的一个变种。

## 扩展阅读
維基物種上的相關：刺叶彩花